# Юров, Анатолий Васильевич
Анатолий Васильевич Юров — советский хозяйственный деятель, Герой Социалистического Труда.

## Биография
Родился в 1939 году в поселке Ак-Тепе. Член КПСС.
Окончил Ленинградское морское техническое училище.
В 1953—1957 — расточник Кировского завода.
В 1957—1960 — кочегар судов Балтийского морского пароходства.
В 1960—1994 — слесарь, судовой монтажник, бригадир слесарей-монтажников Ленинградского судостроительного завода имени А. А. Жданова Министерства судостроительной промышленности СССР.
Указом Президиума Верховного Совета СССР от 16 июля 1986 года присвоено звание Героя Социалистического Труда с вручением ордена Ленина и золотой медали «Серп и Молот».
Делегат XIX конференции КПСС.
Умер в 1996 году в Санкт-Петербурге.

## Награды и звания
- Герой Социалистического Труда (16.07.1986)
- Орден Ленина (20.05.1981, 16.07.1986)
- Орден Трудового Красного Знамени (25.03.1974)